# Harmon C. Rorison
Harmon Chadbourn Rorison (ur. 15 kwietnia 1893 w Bakersville, zm. 27 lutego 1976 w Wilmington)  – kapitan pilot Wojska Polskiego. Amerykański ochotnik, uczestnik I wojny światowej i wojny polsko-bolszewickiej, kawaler Orderu Virtuti Militari.

## Życiorys
Syn Richarda i Elizabeth. W 1916 roku ukończył studia na Uniwersytecie Georgii, już wtedy brał udział w szkoleniu lotniczym. Następnie przeszedł szkolenie w Amerykańskiej Szkole Lotniczej w Mineola Field. Od lutego 1918 roku, podczas pobytu we Francji, przeszedł przeszkolenie w zakresie pilotażu w Issoudun. Po zakończeniu szkolenia został zatrudniony jako oblatywacz, a od 22 października 1918 roku służył w 22. dywizjonie Royal Air Force. Do zakończenia I wojny światowej wylatał łącznie 330 godzin, z czego 30 w USA, 200 jako oblatywacz oraz 35 w 22. dywizjonie. 3 listopada 1918 roku zestrzelił trzy myśliwce Luftstreitkräfte.

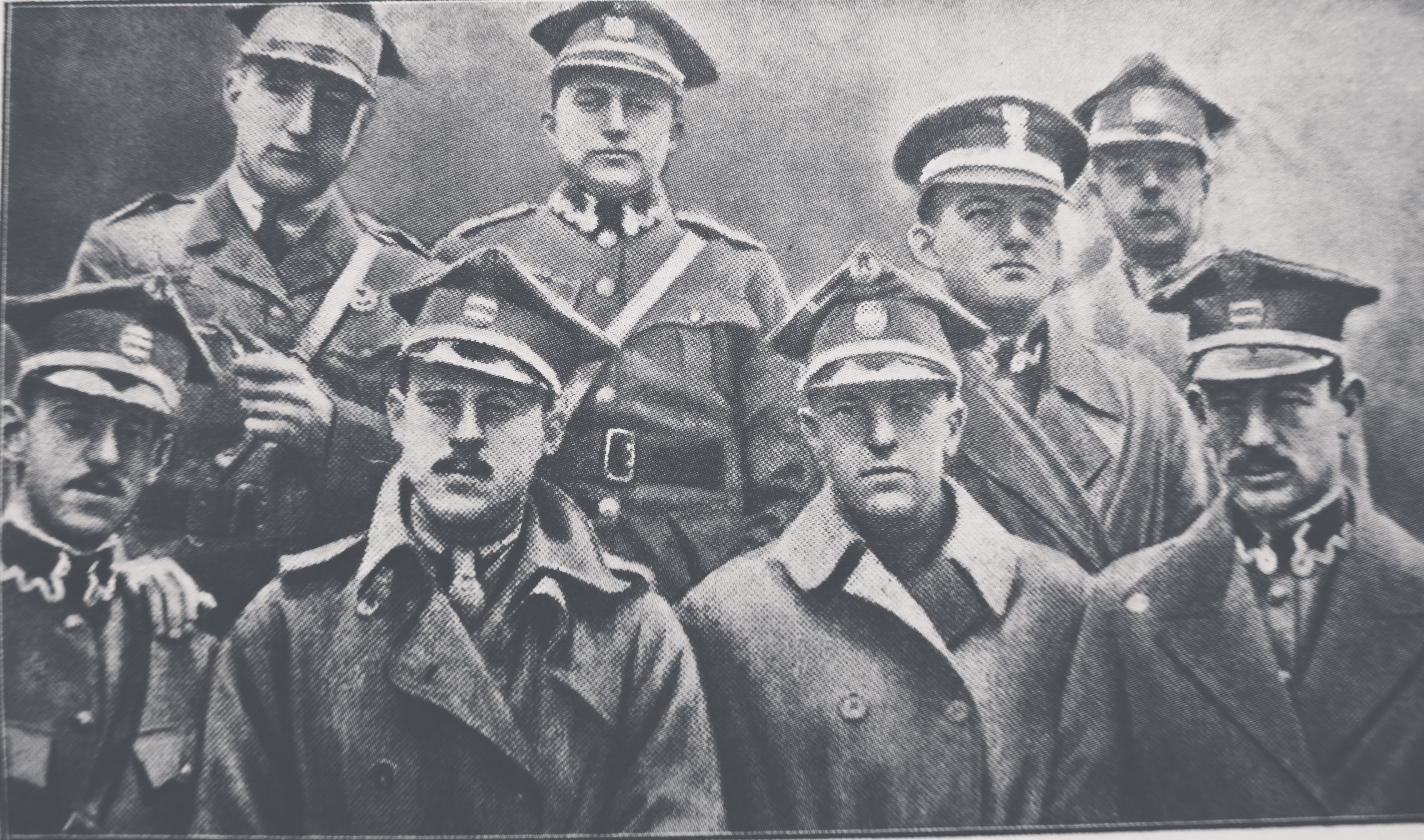
Pierwsi ochotnicy amerykańscy: Fauntleroy, Cooper, Corsi, Crawford, Shrewsbury, Clark, Rorison, Noble

Po zakończeniu działań wojennych powrócił do Stanów Zjednoczonych. Kiedy dowiedział się od kpt. pil. Meriana Coopera, z którym ukończył szkołę pilotów, o funkcjonowaniu w Wojsku Polskim grupy amerykańskich ochotników, sam opłacił koszty podróży z USA do Lwowa i 29 listopada 1919 roku został przydzielony do 7. eskadry myśliwskiej. Podczas przygotowań do działań bojowych trenował na przydzielonych jednostce niemieckich typach samolotów. 17 lutego 1920 roku przeżył kraksę na samolocie Albatros D.III, która zakończyła się uszkodzeniem śmigła. W czasie wojny polsko-bolszewickiej był pierwszym lotnikiem amerykańskim, który 5 marca w pobliżu Baru nawiązał kontakt bojowy z oddziałami Armii Czerwonej. Ostrzelał i zbombardował oddziały piechoty oraz trzy pociągi pancerne nieprzyjaciela. Na początku kwietnia brał udział w poszukiwaniu nowego lądowiska dla eskadry, co zakończyło się kapotażem jego samolotu w okolicach Równego. 10 kwietnia dowodził grupowym atakiem samolotów 7. em na bolszewickie wojska skoncentrowane w Czudnowie i znajdujące się tam dywizyjne stanowisko dowodzenia. Po uzupełnieniu uzbrojenia i paliwa poprowadził drugi atak. 11 kwietnia został skierowany do Warszawy na przeszkolenie w pilotażu samolotu Ansaldo A.1 Balilla.
15 maja 1920 roku podczas ataku na oddział piechoty bolszewickiej w okolicy Korsunia jego samolot został zestrzelony. Udało mu się uniknąć niewoli i po 45 kilometrach marszu powrócił do macierzystej eskadry. Przekazał zdobyte w czasie lotu informacje, następnie powrócił na miejsce przymusowego lądowania aby uratować maszynę. 30 maja przeprowadził długi, trzygodzinny lot na rozpoznanie. Z powodu przemęczenia intensywnymi i długotrwałymi lotami uszkodził samolot podczas lądowania na lotnisku w Koziatynie.
7 czerwca wspierał z powietrza polskie oddziały broniące Koziatynia. Ogniem broni maszynowej zaatakował nieprzyjacielskie kolumny transportowe, których liczebność oszacował na 12 000 żołnierzy. Tego samego dnia był zmuszony porzucić uszkodzony samolot na lotnisku w Koziatynie i ewakuować się rzutem kołowym. 8 czerwca wystartował, pomimo trudnych warunków pogodowych, na lot wywiadowczy w kierunku Berdyczowa. Niesprzyjająca pogoda zmusiła go do lądowania na lotnisku w Połonnem, gdzie uzupełnił paliwo i poleciał dalej. W trakcie dalszego lotu, z powodu awarii silnika, lądował przymusowo na wołyńskich bagnach. Samolot został zniszczony, jego samego uratowała miejscowa ludność.
12 czerwca 1920 roku, podczas lądowania na uszkodzonym samolocie uległ ciężkim obrażeniom, które wyłączyły go z dalszych lotów bojowych na pewien czas. Ostatnie loty bojowe z jego udziałem odnotowano 16 lipca, kiedy to dwukrotnie atakował oddziały nieprzyjaciela. Na własną prośbę został zwolniony ze służby w Wojsku Polskim. Na specjalnej uroczystości zorganizowanej w Waszyngtonie, z udziałem Ignacego Paderewskiego i generała Johna Pershinga, został odznaczony Krzyżem Srebrnym Virtuti Militari.
W życiu cywilnym pracował w sektorze bankowym. Po wybuchu II wojny światowej zgłosił się ochotniczo do służby w armii USA, był m.in. kierowcą ambulansu. Po zakończeniu działań wojennych powrócił do pracy bankiera, pracował m.in. w Security National Bank w Wilmington. Zmarł tam 27 lutego 1976 roku i został pochowany na miejscowym cmentarzu.

## Odznaczenia i odznaki
Za swą służbę został odznaczony:
- Distinguished Service Cross – USA[22],
- Krzyżem Srebrnym Orderu Wojskowego Virtuti Militari nr 2928[22] – 8 kwietnia 1921[23][24],
- Krzyżem Walecznych – czterokrotnie[22],
- Krzyżem Żołnierzy Polskich z Ameryki[22],
- Polową Odznaką Pilota nr 110 – 11 listopada 1928 „za loty bojowe nad nieprzyjacielem w czasie wojny 1918–1920”[25].